# Panda Security
Panda Security SL, бивша Panda Software, е компания за компютърна сигурност, създадена през 1990 г. от испанеца Микел Уризарбарена (Mikel Urizarbarrena) в град Билбао, Испания. Първоначално насочена към продукти от типа антивирусен софтуер, компанията разширява своята продуктова линия, като включва приложение защитна стена (firewall), спам (spam) и приложения за откриване на шпионски софтуер, технологии за защита от кибер-престъпления, и други системи за управление и инструменти за защити на домашни и бизнес потребители.
Продуктите на Panda Security съдържат инструменти (tools) за сигурност за домашни и корпоративни потребители, с включени защити срещу кибер-престъпления и различни видове вируси, които могат да повредят IT системи. Такива са спам, хакери, шпионски софтуер (spyware), кражби и нежелано съдържание. Технологията, която е и запазена марка на компанията, е TruPrevent. Това е съвкупност от проактивни технологии, чиято цел е да блокират непознати вируси и злонамерени атаки. През 2007 г. Panda Security представя и нов колективен интелект модел за сигурност, който използва grid изчисления за събиране на информация за вируси и тяхното засичане.

## За компанията

### Обща информация
Panda Security е четвъртата по големина антивирусна компания в света. Компанията, която в началото е изцяло собственост на Уризарбарена, обявява на 24 април 2007 г. продажбата на 75% от нея на южноевропейския капиталовложител Investindustrial и частната фирма Gala Capital. На 30 юли 2007 г. компанията сменя името си от Panda Software на Panda Security и Уризарбарена е заменен от Хорхе Динарес (Jorge Dinares). Около една година по-късно, на 3 юни 2008 г., след намаляващите продажби, бордът на директорите отстранява Динарес и го заменя с Хуан Сантана (Juan Santana), CFO.
Компанията е класирана сред 500-те най-бързо развиващи се европейски компании след 1997 г. Panda Security e лидер на пазара в Испания, а през 1998 г. компанията става водещата по развитие на антивирусен софтуер в Европа.
Panda Security има клиенти в около 230 страни и офиси в 50, включително в България, САЩ, Канада, Германия, Китай, Обединеното Кралство, Франция, Тайланд, Гърция, Финландия, Дания, Швеция, Норвегия, Перу, Пакистан, Полша, Турция, Словакия, Словения, Швейцария и други. През 2003 г. Panda Security се разширява и в Япония, Аржентина, Корея и Австралия.

## Продукти

### Стандартни продукти
- Panda Antivirus Pro 2016 (includes:antivirus, antispyware, antiphishing, antirootkit, firewall (защитна стена))
- Panda Internet Security 2016 (includes:antivirus, antispyware, antiphishing, antirootkit, firewall (защитна стена), antispam (вж. спам), родителски контрол)
- Panda Global Protection 2016 (includes:antivirus, antispyware, antiphishing, antirootkit, firewall (защитна стена), antispam (вж. спам), родителски контрол, системна оптимизация, бекъп)
- Panda Gold Protection 2016
- Panda antivirus for Mac
- Panda Mobile Security
- Panda free antivirus

### Корпоративни продукти
- Panda Adaptive Defense
- Panda Adaptive Defense 360
- Panda Audit Service
- Panda Systems Management
- Panda Endpoint Protection
- Panda Endpoint Protection Plus
- Panda Fusion
- Panda Internet Protection
- Panda Email Protection
- Panda Gatedefender

### Хардуерни мрежови устройства
- Gatedefender Performa
- Gatedefender Integra

## TruPrevent технология
TruPrevent Technologies е технология, внедрена през 2003 г., която е създадена от Panda Security за проактивна (proactive) защита на домашни и корпоративни компютри чрез противопоставяне на стандартните антивирусни продукти, които използват реактивна (reactive) защита.
Truprevent Technologies предлага генерираща се защита срещу много от стандартно използваните техники на новите вируси, политики и правила, които са създадени на базата на всекидневно появяващите се заплахи.